# Médecin de l'impossible
Pour plus de détails, voir Fiche technique et Distribution.
Médecin de l'impossible (Schweitzer) est un film biographique d'aventures américano-sud-africain réalisé par Gray Hofmeyr (en) et sorti en 1990.
Retraçant la vie du médecin alsacien Albert Schweitzer, le film est tourné à Strasbourg ainsi qu'en Côte d'Ivoire.

## Fiche technique
- Titre français : Médecin de l'impossible ou Docteur Schweitzer, Un homme et sa passion[1]
- Titre original : Schweitzer ou The Light in the Jungle ou Out of Darkness ou Lambaréné ou Schweitzer, A Triumph of Courage ou Heart and Soul
- Réalisation : Gray Hofmeyr (en)
- Pays de production :  États-Unis -  Afrique du Sud
- Langue originale : anglais américain
- Date de sortie :
  - Afrique du Sud : 10 août 1990
  - France : fin 1990 (Strasbourg)Petit texte[1]

## Distribution
- Malcolm McDowell : Albert Schweitzer
- Susan Strasberg : Hélène Schweitzer
- John Carson : Horton Herschel
- Alison Cassels : l'infirmière
- Henry Cele : Oganga
- C. Andrew Davis : Dr Lionel Curtis
- Roy Dhlamini : Chef
- Michael Huff : Dr Bergman